# Spaceguard Foundation
La Spaceguard Foundation (SGF) è un'organizzazione privata con sede in Frascati, Italia, il cui scopo è quello di studiare, scoprire e osservare i Near-Earth Object (NEO) e proteggere la Terra dalla minaccia di una loro possibile collisione. La fondazione è di tipo non profit e agisce come un organismo internazionale che raggruppa sia le organizzazioni spaceguard di varie nazioni, sia singoli astronomi interessati alle attività della fondazione.
La Spaceguard Foundation è stata fondata a Roma nel 1996. Da allora, si è trasferita nel ESA Centre for Earth Observation (ESRIN) a Frascati e, a partire dal 2007, l'astronomo italiano Andrea Carusi ne è a capo.
In Italia, per alcuni anni, alcuni aderenti al Gruppo Italiano Astrometristi hanno collaborato con la fondazione.

## Organizzazioni correlate
- Spaceguard Croatia (Croazia)
- Spaceguard Foundation e.V. (Germania)
- Japan Spaceguard Association (Giappone)[2]
- Spaceguard UK (Regno Unito)[3]
- Australian Spaceguard (Australia)[4]